# Bella Abzug
Bella Savitzky Abzug (Nova Iorque, 24 de julho de 1920 — Nova Iorque, 31 de março de 1998) foi uma advogada, líder feminista e política judia estadunidense.

## Biografia
Formou-se em Direito nos anos 1940, numa época em que muito poucas mulheres o faziam, e foi uma franca defensora dos direitos civis no sul dos Estados Unidos. Advogada de causas liberais, lutou pela emenda da igualdade dos direitos e fez forte oposição à guerra no Vietnã, o que a levou a ser considerada uma das maiores opositoras do presidente Nixon.
Foi representante do estado de Nova Iorque na Congresso, de 1971 a 1977, pelo Partido Democrata, tendo ficado famosa pela franqueza das suas intervenções e pelos chapéu que usava. Foi também um dos primeiros membros do Congresso a apoiar os direitos dos gays.
Em 1990, co-fundou a Organização das Mulheres para Desenvolvimento e Meio Ambiente, organização criada para mobilizar as mulheres a participarem de conferências internacionais, e da qual foi também presidente.